# Dogania subplana
Dogania subplana är en sköldpaddsart som beskrevs av Geoffroy 1809. Dogania subplana är ensam i släktet Dogania som ingår i familjen lädersköldpaddor. IUCN kategoriserar arten globalt som livskraftig. Inga underarter finns listade i Catalogue of Life.

## Utbredning
Dogania subplana lever på Java, Sumatra, Filippinerna, i Brunei, Indonesien, Malaysia, Myanmar och i Singapore